# Mabel Gweneth Humphreys
Mabel Gweneth Humphreys fue una matemática canadiense-estadounidense y profesora de matemáticas en el Randolph-Macon Woman's College.En su honor se creó el Premio M. Gweneth Humphreys de la Asociación de Mujeres en Matemáticas.

## Educación
Humphreys asistió a la escuela secundaria North Vancouver de 1925 a 1928. Se licenció con matrícula de honor en Matemáticas por la Universidad de Columbia Británica en 1932, donde obtuvo becas durante los cuatro años. Estudió en Smith College con Neil McCoy, Susan Miller Rambo y Ruth G. Wood, y obtuvo un máster en matemáticas en 1933. Se doctoró en matemáticas por la Universidad de Chicago en 1935. Su tesis se titulaba On the Waring Problem with Polynomial Summands (Sobre el problema de la guerra con los sumandos polinomiales), y su asesor fue Leonard Eugene Dickson.

## Trayectoria
En 1981, Humphreys describió sus primeros intentos de encontrar trabajo tras terminar su doctorado:

I had hoped that the University of Chicago would hear about a job for me, but only one came through, and the male candidate who got his thesis at the same time got that job. In the meantime, I had registered at a teacher’s agency in downtown Chicago, and many cards came in for the sum of something like $900, and you taught all the mathematics in the four years, and you were dean of women, or all of mathematics and coach some sport. I said to myself I wasn’t going to do this; I was going to stick around in Chicago and wait tables somewhere and study more mathematics. After awhile a card came through from Kansas, a woman’s college, and they needed a woman with a Ph.D. in either mathematics or physics to teach both. This was a substitute position, which was vacant because Sr. Helen Sullivan ... was ill. I took that and taught there for that one year. I was very busy I must say, but it was a great apprenticeship. I enjoyed it very much.
Mabel Gweneth Humphreys
(1981)

Cita traducida al español

Tenía la esperanza de que la Universidad de Chicago tuviera noticias de un trabajo para mí, pero sólo llegó uno, y el candidato masculino que obtuvo su tesis al mismo tiempo consiguió ese trabajo. Mientras tanto, me había inscrito en una agencia de profesores en el centro de Chicago, y llegaban muchas tarjetas por la suma de algo así como 900 dólares, y enseñabas todas las matemáticas de los cuatro años, y eras decana de mujeres, o todas las matemáticas y entrenabas algún deporte. Me dije a mí mismo que no iba a hacer esto; me iba a quedar en Chicago y servir mesas en algún sitio y estudiar más matemáticas. Al cabo de un tiempo llegó una carta de Kansas, una universidad femenina, y necesitaban a una mujer con un doctorado en matemáticas o física para enseñar ambas. Era un puesto de sustituta, que estaba vacante porque la hermana Helen Sullivan... estaba enferma. Lo acepté y enseñé allí durante un año. Debo decir que estuve muy ocupado, pero fue un gran aprendizaje. Lo disfruté mucho.

De 1935 a 1936, Humphreys fue instructora de matemáticas y física en Mount St. Scholastica College. Comenzó a enseñar en H. Sophie Newcomb Memorial College en 1936 y fue ascendida a profesora asistente en 1941. También fue profesora asistente en Barnard College en el verano de 1944 y profesora asistente en la Universidad de Tulane en el verano de 1946.
En 1949, Humphreys se convirtió en profesora asociada en Randolph-Macon Woman's College. Después de un año en Randolph-Macon, fue nombrada profesora Gillie A. Larew y jefa del departamento de matemáticas. Fue jefa del departamento hasta 1979. Durante el año académico 1955-1956, Humphreys se tomó un año sabático en la Universidad de Columbia Británica (UBC). Durante este tiempo, visitó programas universitarios de matemáticas en varios colegios y universidades para examinar sus métodos. De 1962 a 1963 fue profesora invitada en la UBC como miembro de la facultad de la Fundación Nacional de Ciencias (NSF).
En los veranos, Humphreys enseñaba a profesores de secundaria en los institutos de verano de NSF. De 1965 a 1969, Humphreys trabajó para el Servicio de Pruebas Educativas. También fue consultora en 1975 para el Consejo Estadounidense de Educación con respecto a los créditos de cursos de matemáticas otorgados por organizaciones no académicas. Humphreys fue un miembro activo de la Asociación Matemática de América tanto a nivel seccional como nacional.

## Premios y legado
Humphreys obtuvo la Medalla de Oro del Gobernador General en 1932, que se otorgó al estudiante universitario con el promedio de calificaciones más alto de Canadá.
El Premio M. Gweneth Humphreys de la Asociación de Mujeres en Matemáticas lleva su nombre en su honor. Cada año, este premio se entrega a un educador en matemáticas que haya alentado a mujeres estudiantes universitarias a seguir carreras matemáticas.

## Vida personal
Humphreys nació el 22 de octubre de 1911 en el sur de Vancouver, Columbia Británica. Su madre, Mabel Jane Thomas (1885-1963), nació en Londres, Inglaterra, y trabajó como modista y florista. Su padre era Richard Humphreys (1880-1969), un maquinista que nació en Pwllheli, en el noroeste de Gales. Sus padres se casaron en 1910 y Humphreys era su única hija.
En 1941, Humphreys se naturalizó como ciudadana estadounidense.Era miembro activa del Natural Bridge Appalachian Trail Club. Vivió en Lynchburg, Virginia, desde su jubilación en 1980 hasta su fallecimiento el 6 de octubre de 2006.